# Impianto di gassificazione a ciclo combinato
Un Impianto di gassificazione a ciclo combinato (IGCC) è un particolare di centrale termoelettrica a ciclo combinato.
Tali centrali si distinguono dalle altre per la presenza di un impianto di gassificazione di un carburante solido, tipicamente scarti di raffineria, come l'impianto di Sarroch, o carbone, il cui syngas viene successivamente alimentato al ciclo combinato.
Questo tipo di centrali ha un vasto numero di varianti a causa dei diversi componenti presenti nell'impianto.

## Funzionamento
Il combustibile viene inizialmente introdotto all'interno di un gassificatore, nel quale viene trasformato in un gas di sintesi composto principalmente da idrogeno e monossido di carbonio.
La composizione del gas può essere aggiustata tramite il controllo della reazione di spostamento del gas d'acqua.
La pratica di rimuovere gli inquinanti direttamente dal gas è decisamente diffusa, vista la minore diluizione degli stessi.
Il gas viene quindi addizionato di azoto e di vapor d'acqua al fine di ridurre la sua temperatura di fiamma e, quindi, controllare la formazione di ossidi di azoto ed eccessivi stress termici del combustore.
A questo punto viene portato al combustore di un turbogas dove viene bruciato, dal calore di questa combustione viene estratto successivamente lavoro sia dal turbogas sia da un ciclo a vapore sottoposto, come da prassi per tutti i cicli combinati.
Spesso il post-trattamento dei gas combusti non è necessario o comunque decisamente ridotto data l'assenza di contaminanti.

## Componenti principali
Questo tipo di impianti ha un vasto numero di varianti, alcuni componenti sono quindi presenti solo in certe configurazioni impiantistiche

### Processo di gassificazione
Il gassificatore è uno dei componenti principali in questo tipo di impianti ed è presente in qualunque sua variante.
Il suo compito principale è quello di trasformare i combustibili solidi in combustibili gassosi, se possibile in pressione, tramite due principali reazioni chimiche, in particolare quella di Boudouard e quella di gassificazione, ed il rilascio di sostanze volatili eventualmente presente nel carburante stesso.
Spesso avvengono anche una reazione di spostamento del gas d'acqua (WGS) e una reazione di metanazione che vanno a bilanciare la composizione del gas di sintesi.
Infine una parte del combustibile viene completamente ossidato per fornire il calore necessario alle precedenti reazioni.
La scelta del tipo di gassificatore è cruciale per definire la restante parte del sistema, in particolare possiamo notare due principali variabili: il numero di stadi e la modalità di alimento del combustibile.
Infatti un gassificatore a più stadi consente di ridurre notevolmente l'apporto di ossigeno, eventualmente anche di usare aria poco arricchita, mentre.
Per quanto riguarda il combustibile si distinguono due soluzioni: l'alimentazione a secco, che prevede l'introduzione di carburante tramite un impianto discontinuo, pressurizzando contenitori di combustibile con azoto, oppure tramite un'alimentazione a slurry, dove la pressurizzazione viene ottenuta tramite un apposito impianto di pompaggio.

### Raffreddamento e purificazione
A valle del processo di gassificazione è sempre presente un processo che raffredda i gas a temperature più tollerabili dall'impianto e che ne rimuove alcuni dei composti più inquinanti.
Per il raffreddamento del gas vi sono tre principali soluzioni: il gas quench, il syngas cooler ed il full water quench.
Il gas quench prevede un ricircolo di syngas lievemente raffreddato in uno scambiatore convettivo e depurato dalle ceneri più grossolane, che va a raffreddare il gas prima dell'ingresso nello scambiatore convettivo stesso.
Il syngas cooler prevede uno scambiatore radiativo per raffreddare il gas prima dell'ingresso nella serie di scambiatori convettivi.
Il full water quench prevede un gorgogliamento del syngas in acqua, andando ad umidificarlo e raffreddarlo.
La purificazione del syngas è principalmente legata all'abbattimento delle ceneri provenienti dalla gassificazione e dei composti dello zolfo, eventualmente è possibile anche abbattere altri inquinanti (NOx, metalli pesanti, ecc.) con relativo agio.
In questa sezione è possibile anche eseguire la rimozione e la cattura dell'anidride carbonica, ovviamente supponendo di inserire una serie di reattori di WGS per trasferire l'energia chimica dal monossido di carbonio all'idrogeno trasformando il CO in anidride carbonica, purificazioni più spinte sono solitamente evitate visto l'elevato costo e la non piccola riduzione di rendimento associata.
Solitamente a valle di questo processo si ha l'umidificazione e l'aggiunta di azoto per cercare di contenere le temperature di fiamma e quindi la formazione di NOx nel combustore.
In questo caso è infatti impossibile utilizzare combustore a fiamma premiscelata data l'instabilità di una simile fiamma alimentata a syngas.

### Ciclo di potenza
Il ciclo di potenza a valle di questo impianto è dato da un turbogas con un combustore opportunamente modificato per il particolare tipo di combustione che deve eseguire.
Le turbomacchine sono, invece, solitamente poco differenti da quelle di un comune turbogas, a meno di piccole modifiche dovute alla lievemente differente composizione dei gas combusti.
Il ciclo a vapore a recupero non presenta differenze sostanziali rispetto a quello di un comune ciclo combinato.
Esso va infatti a recuperare calore dai gas combusti in uscita dal turbogas tramite appositi banchi di scambiatori, trasferendo l'energia termica al vapore che va quindi ad alimentare una turbina a vapore e viene successivamente condensato per essere poi pompato all'ingresso degli scambiatori del generatore di vapore a recupero.
Rispetto ad un ciclo di potenza alimentato con lo stesso carburante che viene alimentato al gassificatore questo è solitamente un impianto decisamente più efficiente e presenta il notevole vantaggio di non richiedere pulizie dei gas allo scarico.

### Frazionamento dell'aria
Questo componente può essere più o meno rilevante in base al tipo di gassificatore, ma laddove presente è un impianto molto importante per la centrale.
Esso infatti si occupa di ottenere l'ossigeno puro necessario alla gassificazione qualora non sia possibile utilizzare aria.
Viste le taglie tipiche che rendono convenienti questi impianti è comune l'utilizzo di un impianto di frazionamento dell'aria per distillazione, anche in questo caso sono disponibili diverse soluzioni impiantistiche, che tendono a ridurre i consumi e a rendere la separazione più efficace.
Questo elemento, quando presente, risulta essere uno degli ausiliari più rilevanti dal punto di vista della produzione elettrica netta della centrale.

## Problematiche e vantaggi
Questi impianti sono decisamente complessi e relativamente poco maturi, molti degli svantaggi vanno quindi valutati correttamente considerando l'attuale situazione tecnologica.

### Problematiche
- Il gassificatore è un impianto complesso e lento nelle sue dinamiche rendendo la centrale lenta nella risposta alle necessità di rete.
- Se il gassificatore necessita di ossigeno puro possono esserci considerevoli problematiche legate ai tempi di avviamento della parte di frazionamento dell'aria
- Il gruppo turbogas, se non riprogettato per la specifica applicazione, difficilmente riuscirà a gestire perfettamente il particolare tipo di carburante, e la conseguente variazione delle caratteristiche dei gas combusti.

### Vantaggi
- L'impianto è in grado di lavorare con carburanti che non sarebbero trattabili con altre tecnologie, come scarti di raffinazione o carboni particolarmente sporchi.
- L'impianto è facilmente adattabile a lavorare in una configurazione per cattura e sequestro del carbonio.[4]
- L'impianto ha la capacità di abbattere considerevolmente le emissioni di inquinanti rispetto alle principali alternative.
- È possibile ottenere una certa portata di idrogeno, eventualmente purificandolo, che è fortemente richiesto da impianti come raffinerie e petrolchimici.